# Постоянная Хаббла
Постоя́нная Ха́ббла (пара́метр Ха́ббла) — коэффициент, входящий в закон Хаббла, который связывает расстояние до внегалактического объекта (галактики, квазара) со скоростью его удаления. Обычно обозначается буквой H. Имеет размерность, обратную времени (H ≈ 2,2⋅10−18 с−1), но выражается обычно в км/с на мегапарсек, обозначая таким образом среднюю скорость разлёта в современную эпоху двух галактик, разделённых расстоянием в 1 Мпк. В моделях расширяющейся Вселенной постоянная Хаббла изменяется со временем, а смысл термина «постоянная» — в том, что в каждый данный момент времени во всех точках Вселенной величина H одинакова.

## Измерения

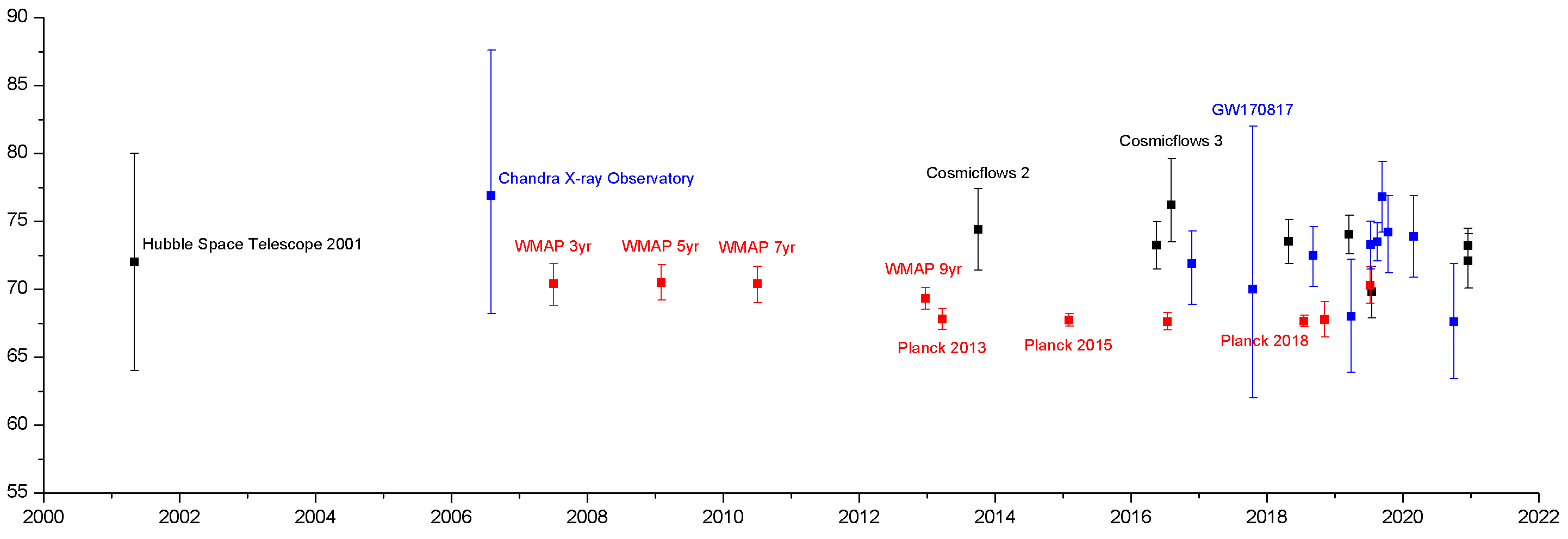
Оценки постоянной Хаббла

Значение постоянной Хаббла, H0, не может быть измерено напрямую, но выводится на основе комбинации астрономических наблюдений и предположений, зависящих от модели. Она может быть вычислена по данным наблюдения «стандартных свечей» — цефеид, сверхновых типа 1a, измерения реликтового излучения, задержке сигналов от квазаров, барионным акустическим колебаниям плотности в ранней Вселенной и даже гравитационных волн, излучаемых при слиянии двойных систем чёрных дыр.

### Напряжение Хаббла
Все более точные наблюдения и новые модели на протяжении многих десятилетий привели к двум наборам значений постоянной, которые между собой в пределах погрешностей не согласуются. Это различие известно как «напряжение Хаббла».
Измерения использованием калиброванных методов определения расстояний сходятся на значении приблизительно 73 (км/с)/Мпк. Так, опубликованные в 2016 году измерения «местного» (в пределах до z < 0,15) значения постоянной Хаббла путём вычисления расстояний до галактик по светимости наблюдающихся в них цефеид на космическом телескопе «Хаббл» давали оценку в 73,24 ± 1,74 (км/с)/Мпк, дальнейшие наблюдения на этом же телескопе в статье 2019 года показали ещё немного большее значение — 74,03 ± 1,42 (км/с)/Мпк. Оценки, выполненные другими методами, также давали значения, большие 70.
В то же время постоянная Хаббла, определённая по реликтовому излучению с помощью космической обсерватории «Планк» даёт иные оценки: на 2013 год составляла 67,80 ± 0,77 (км/с)/Мпк, в 2016 году была уточнена до 66,93 ± 0,62 (км/с)/Мпк и 67,4 ± 0,5 (км/с)/Мпк, по состоянию на 2018 год. Независимо о реликтового излучения постоянную определили по барионным акустическим колебаниям равной 68,4+1,0
−0,8 (км/с)/Мпк.
Причины такого расхождения пока неизвестны, но по-видимому, всё указывает на то, что напряжение Хаббла связано не столько с погрешностями наблюдений на малых или больших красных смещениях, сколько с различной физикой ранней и поздней Вселенной: и реликтовое излучение, и барионные акустические колебания плотности относятся к очень молодой Вселенной, когда ей было не более 380 тысяч лет, тогда как измерения, показывающие большее значение постоянной относятся ко Вселенной возрастом в миллиард лет и позже.

## Производные постоянные
Величина, обратная постоянной Хаббла (ха́ббловское вре́мя tH = {\displaystyle {\frac {1}{H}}}), имеет смысл характерного времени расширения Вселенной на текущий момент. Для значения постоянной Хаббла, равного 66,93 ± 0,62 (км/с)/Мпк (или (2,169 ± 0,020)⋅10−18 c−1), хаббловское время равно (4,61 ± 0,05)⋅1017 с (или (14,610 ± 0,016)⋅109 лет). Часто используют также ещё одну производную константу, ха́ббловское расстоя́ние, равное произведению хаббловского времени на скорость света: DH = ctH = {\displaystyle {\frac {c}{H}}}. Для вышеуказанного значения постоянной Хаббла хаббловское расстояние равно (1,382 ± 0,015)⋅1026 м или (14,610 ± 0,016)⋅109 световых лет.
Иногда в формулах используют безразмерную постоянную Хаббла, заменяя размерную константу её отношением к какой-либо величине, обычно к 70 (км/с)/Мпк или к 100 (км/с)/Мпк, и обозначая её соответственно h70 или h100.
Постоянную Хаббла, выраженную в виде функции времени H(t), называют параметром Хаббла.